# Starobabylonské období
Starobabylonské období (1894–1594 př. n. l.) je období, které následuje po zmizení Sumerů z mezopotamské oblasti. Nevytratil se však jejich kulturní vliv na celou oblast, svědčí o tom především bazaltový Chammurapiho zákoník. Na ní diktuje bůh Šamaš panovníkovi zákony, jimiž se podle něj má společnost řídit. Jedná se tak o jakýsi kamenný zákonník tehdejší doby.
Hlavní město starobabylonské říše byl Babylón.
O tomto období máme jen velmi málo informací, jelikož vysoká hladina podzemní vody stačila mezitím zničit téměř všechny archeologické pozůstatky. Musíme se tak spoléhat na dokumenty z okolních oblastí. O prvních králích toho víme jen velmi málo, pouze to, že ovládali jen velmi malé území. Při nástupu Chammurapiho se říše skládala z několika měst v okolí Babylónu - Dilbat, Sippar, Kiš a Borsippa. Chammurapiho vojenská vítězství však území říše rychle rozšiřovala. Až ve třináctém roce své vlády učinil z Babylonu centrum mocné říše, jelikož tehdy dobyl Larsu, čímž získal kontrolu i nad významnými městy Nippurem, Urem, Urukem a Isinem. V podstatě tak ovládl celou jižní Mezopotámii. Brzy poté obsadil významné obchodní centrum Ešnunna a zanedlouho i celou Asýrii. Dobytím města Mari získal kontrolu nad stejnou oblastí, kterou ovládala dříve i Třetí dynastie z Uru.
Po smrti Chammurapiho však říše rychle slábla a během necelého století se zcela rozpadla.